# Lupinus laudandrus
Lupinus laudandrus är en ärtväxtart som beskrevs av Charles Piper Smith. Lupinus laudandrus ingår i släktet lupiner, och familjen ärtväxter. Inga underarter finns listade i Catalogue of Life.